# دریک آلن
دریک آلن (انگلیسی: Derrick Allen؛ زادهٔ ۱۷ ژوئیهٔ ۱۹۸۰) بازیکن بسکتبال اهل ایالات متحده آمریکا است.